# Dere apicalis
Dere apicalis là một loài bọ cánh cứng trong họ Cerambycidae.